# Mixochlora vittata
Mixochlora vittata là một loài bướm đêm trong họ Geometridae.